# Biglobigerinella
Biglobigerinella es un género de foraminífero planctónico de la subfamilia Globigerinelloidinae, de la familia Globigerinelloididae, de la superfamilia Planomalinoidea, del suborden Globigerinina y del Orden Globigerinida. Su especie tipo es Biglobigerinella multispina. Su rango cronoestratigráfico abarca el Campaniense (Cretácico superior).

## Descripción
Biglobigerinella incluía especies con conchas planiespiraladas, biumbilicadas, casi involutas, de forma globular, con un estadio final bilobado a bicameral, es decir, un par de cámaras gemelas situadas a ambos lados de la última cámara, generalmente fusionadas en una sola cámara bilobada; sus cámaras eran globulares o axialmente ensanchadas, y creciendo en tamaño de manera rápida; sus suturas intercamerales eran ligeramente rectas e incididas; su contorno era redondeando y lobulado; su periferia era ampliamente redondeada; su ombligo era amplio; en el estadio inicial, su abertura principal era ecuatorial e interiomarginal, de arco amplio bajo a moderadamente alto; después se dividía en dos aberturas interiomarginales a ambos lados de la cámara, y finalmente una abertura en cada una de las dos cámaras del estadio bicameral; presentaban pared calcítica hialina radial, perforada con poros cilíndricos, con la superficie punteada a pustulada (muricada).

## Discusión
Algunos autores consideran Biglobigerinella un sinónimo subjetivo posterior de Globigerinelloides. Clasificaciones posteriores han incluido Biglobigerinella en la familia Planomalinidae.

## Paleoecología
Biglobigerinella, como Globigerinelloides, incluía especies con un modo de vida planctónico, de distribución latitudinal cosmopolita, , preferentemente tropical-subtropical, y habitantes pelágicos de aguas superficiales a intermedias (medio epipelágico a mesopelágico superior).

## Clasificación
Biglobigerinella incluye a las siguientes especies:
- Biglobigerinella barri †
- Biglobigerinella multispina †

Otras especies consideradas en Biglobigerinella son:
- Biglobigerinella algeriana †
- Biglobigerinella kerisensis †
- Biglobigerinella pulchra †
- Biglobigerinella sigali †